# ليو روماني

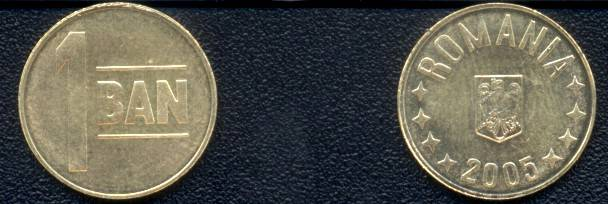

ليو روماني (بالرومانية leu) هي العملة المستعملة في رومانيا. رمز هذه العملة حسب أيزو 4217 RON.
الترجمة الحرفية «ليو» هي «الأسد» وجمع الليو: ليي Lei ، تقسم العملة إلى 100 باني bani المفرد بان ban.

## الفئات النقدية
تقسم لسبع وحدات ورقية من البلاستيك:
- ورقة من فئة 1 ليو
- ورقة من فئة 5 ليي
- ورقة من فئة 10 ليي
- ورقة من فئة 50 ليي
- ورقة من فئة 100 ليي
- ورقة من فئة 200 ليي
- ورقة من فئة 500 ليي

### الوحدات المعدنية
وتقسم ل 4 وحدات معدنية:
- عملة 1 بان
- عملة 5 ياني
- عملة 10 باني
- عملة 50 باني (نصف ليو)

انضمت رومانيا إلى الاتحاد الأوروبي عام 2007 ومن المتوقع أن تتبنى اليورو في عام 2014 

## أصل الكلمة
اسم العملة يعني "الأسد"، وهو مشتق من الثالر الهولندي (leeuwendaalder "ثالر الأسد/الدولار"). قُلد الليوينداالدر الهولندي في عدة مدن ألمانية وإيطالية. وتداولت هذه العملات في رومانيا ومولدوفا وبلغاريا، وأُطلقت أسماؤها على عملاتها: الليو الروماني، والليو المولدوفي، والليف البلغاري.

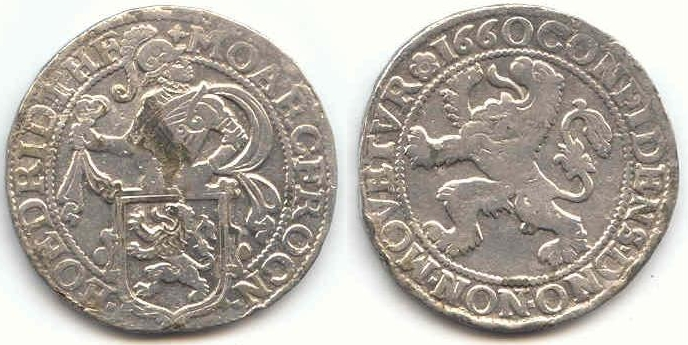
تالر هولندي، يصور أسدًا، أصل العملة الرومانية "ليو"

## التاريخ

### الليو الأول (1867–1947)

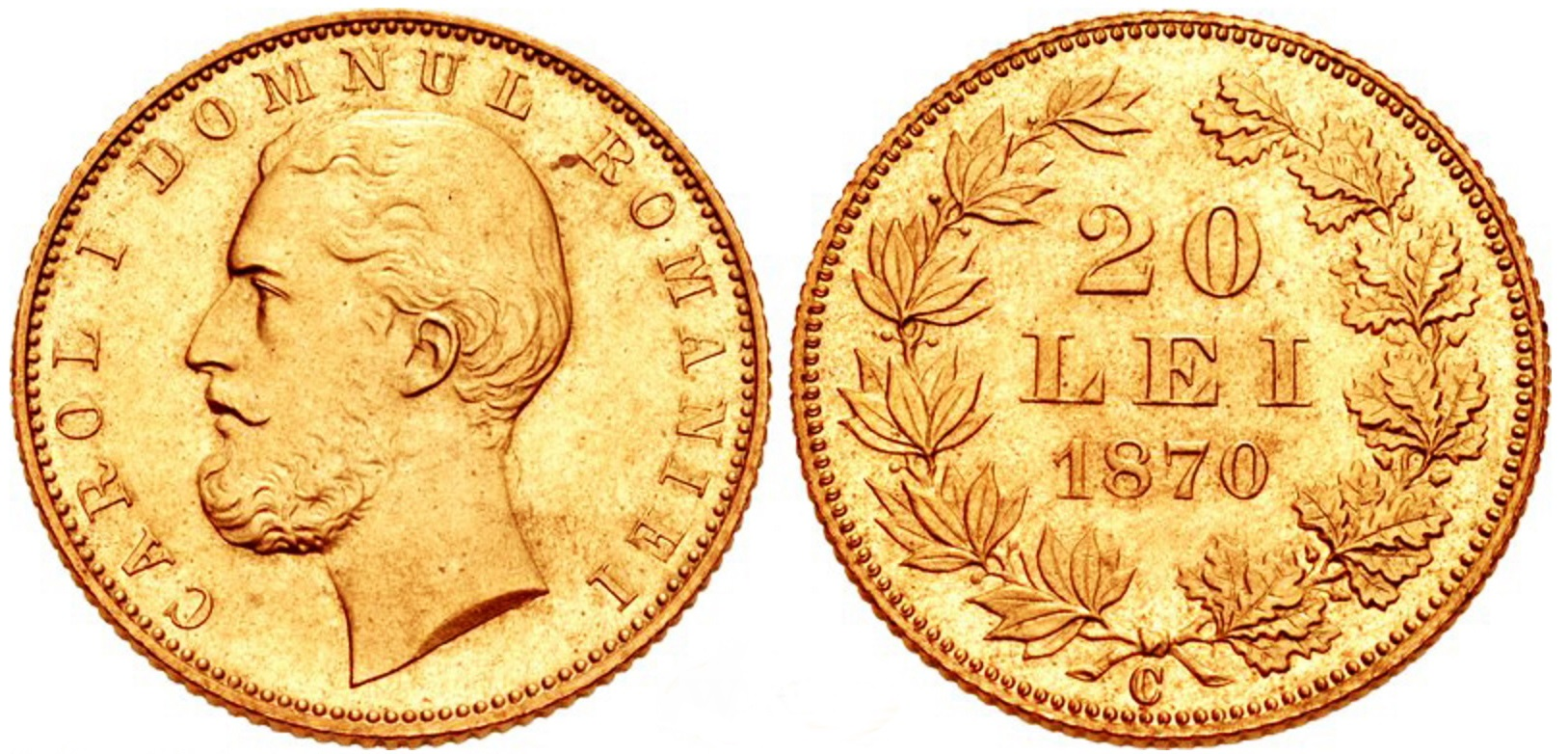
20 عملة ذهبية من عام 1870 (قطرها 21 مم، وزنها 6.43 جرام)

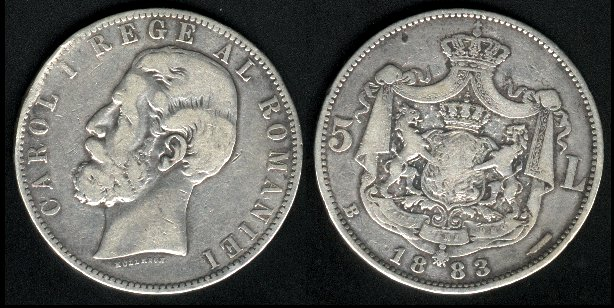
5 عملة ليو التي سُكّت عام 1883

في عام 1860، حاول الدومينيتور ألكسندرو يوحنا كوزا إنشاء رومانول وطني ("الروماني") والرومانات؛ إلا أن المشروع لم يُوافق عليه من قبل الإمبراطورية العثمانية.
في 22 أبريل 1867، اعتمدت عملة ثنائية المعدن، حيث كان الليو يساوي 5 جرام من 83.5% فضة أو 0.29032 غرامات من الذهب. سُكّت أول عملة ليو في رومانيا عام 1870.

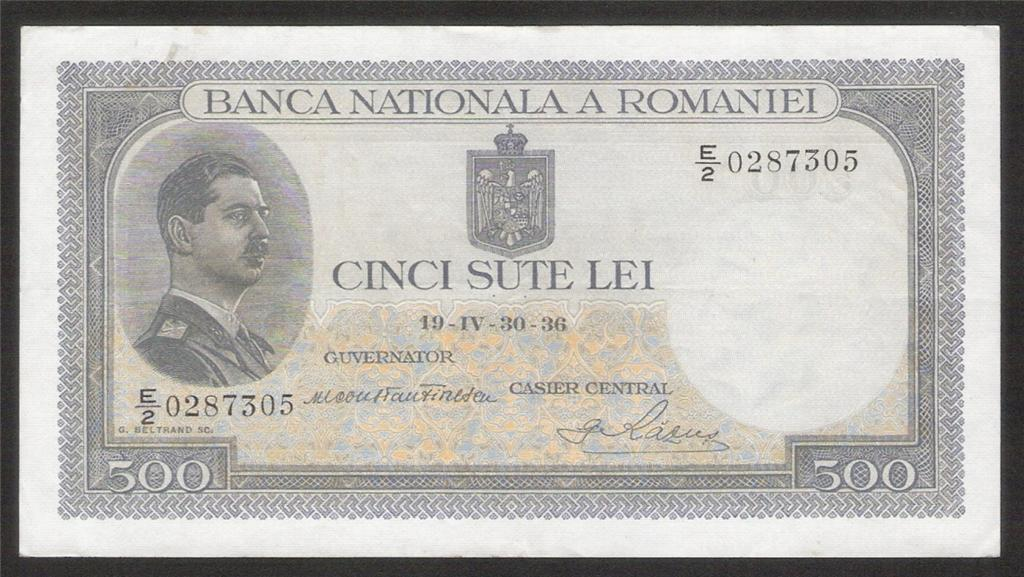
ورقة نقدية من فئة 500 ليو تعود لعام 1936، تحمل صورة الملك كارول الثاني ملك رومانيا

قبل عام 1878، كان الروبل الروسي الفضي ذا قيمة عالية جدًا لدرجة دفعت العملات المحلية إلى الخروج من التداول. ونتيجةً لذلك، انضمت رومانيا من جانب واحد عام 1889 إلى الاتحاد النقدي اللاتيني واعتمدت معيار الذهب. كانت العملات الفضية قانونية حتى 50 فقط. كان من المقرر دفع جميع الضرائب والرسوم الجمركية بالذهب، ونظرًا لقلة الكميات الصادرة من دار سك العملة الرومانية، كانت العملات الذهبية الأجنبية متداولة، وخاصةً العملات الفرنسية من فئة 20 فرنكًا (أي ما يعادل 20 فرنكًا بالقيمة الاسمية). الليرة العثمانية (22.70) ليو، روبل روسي (20.60 ليو) والسيادة البريطانية (25.22 (لي).
تخلت رومانيا عن معيار الذهب عام 1914، فانخفضت قيمة الليو. وظل سعر الصرف ثابتًا عند 167.20 ليو مقابل دولار أمريكي واحد في 7 فبراير 1929، 1 دولار أمريكي = 135.95 ليو في 5 نوفمبر 1936، 1 دولار أمريكي = 204.29 ليو في 18 مايو 1940، والدولار الأمريكي = 187.48 في 31 مارس 1941، أثناء تحالف رومانيا في الحرب العالمية الثانية مع ألمانيا النازية، ربط الليو بالرايخ مارك بمعدل 49.50 لي إلى RM 1، انخفض إلى 59.5 لي = RM 1 في أبريل 1941. أثناء الاحتلال السوفيتي، كان سعر الصرف 1 الروبل إلى 100 ليو. بعد الحرب، انخفضت قيمة العملة بشكل كبير وأصدر البنك الوطني ليو جديدًا، والذي بلغ قيمته 20000 قديم لي.

### الليو الثاني (1947–1952)

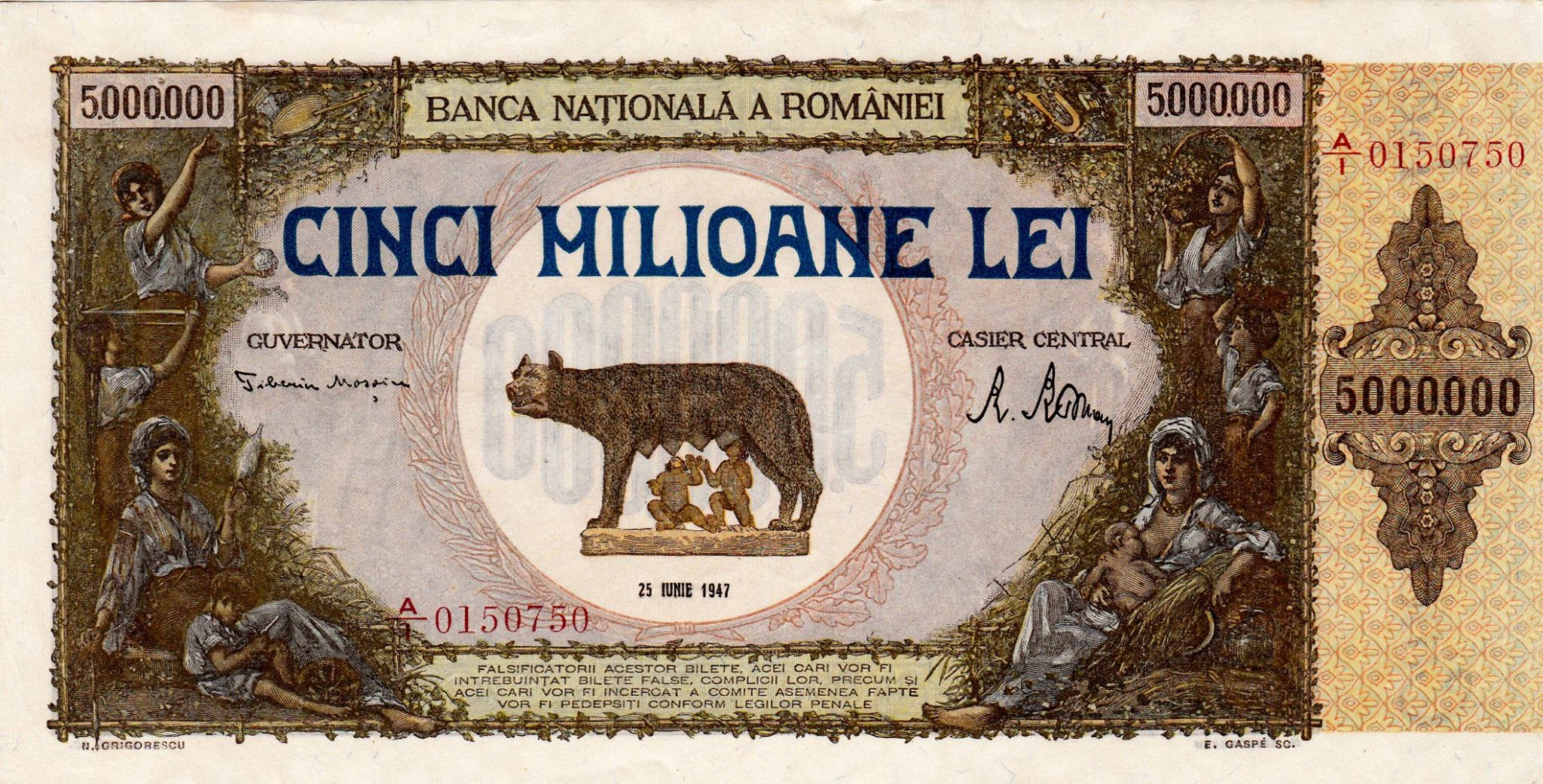
ورقة نقدية بقيمة 5 ملايين ليو صدرت في عام 1947، وهي أعلى فئة على الإطلاق.

إعادة تقييم العملة ("استقرار كبير"، marea stabilizare) في 15 أغسطس 1947، استبدل الليو القديم بمعدل 20000 قديم لي = 1 مستقر ليو. لم يعطى أي تحذير مسبق وكانت هناك حدود للمبالغ التي ستتحول إلى العملة الجديدة: 5 مليون قديم أكاليل للمزارعين و 3 مليون قديم لي للعمال والمتقاعدين.
من أصل 48.5 مليار قديم اللي المتداولة، تحول حوالي نصفها فقط إلى لي مستقر. كان الأكثر تأثرًا هم الطبقات المتوسطة والعليا، الذين تأثروا لاحقًا أيضًا بتأميم عام 1948. في وقت تقديمه، كان 150 جديد ليو يساوي دولارا أمريكيا واحدا.

### الليو الثالث (1952–2005)

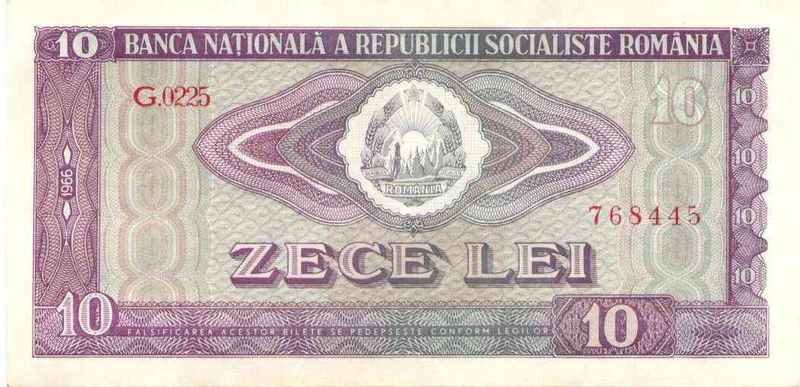
ورقة نقدية بقيمة 10 ليو صدرت عام 1966

في 28 يناير 1952، طُرح ليو جديد. وخلافًا لإعادة التقييم السابقة، استُخدمت أسعار صرف مختلفة لمختلف أنواع الصرف (النقد، والودائع المصرفية، والديون، إلخ) ومختلف المبالغ. تراوحت هذه الأسعار بين 20 و400 ليو. "قديم "ليو" مقابل ليو "جديد". ومرة أخرى، لم يعطى أي تحذير مسبق قبل إجراء الإصلاح.
بين عامي 1970 و1989، حددت الحكومة سعر الصرف الرسمي بموجب قانون. واستخدمت الحكومة هذا السعر لحساب قيمة التجارة الخارجية، إلا أن العملات الأجنبية لم تكن متاحة للأفراد. كان امتلاك أو محاولة شراء أو بيع العملات الأجنبية جريمة جنائية، يُعاقب عليها بالسجن لمدة تصل إلى عشر سنوات (حسب كمية العملات الأجنبية التي بحوزة الشخص). لذلك، اعتُبرت التجارة الدولية جزءًا من دائرة اقتصادية مختلفة عن التجارة الداخلية، وأُعطيت أولوية أكبر.
أدى هذا الجمود ووجود فائض نقدي نتيجةً للتدهور الاقتصادي المستمر في ثمانينيات القرن الماضي، بالإضافة إلى الحاجة إلى المزيد من العملات الأجنبية ورفض نظام تشاوتشيسكو قبول التضخم كظاهرة لتحقيق قابلية التحويل، إلى واحدة من أكبر أزمات جانب العرض في تاريخ رومانيا، والتي بلغت ذروتها مع تطبيق نظام الحصص الغذائية الجزئية عام 1980، والحصص الكاملة لجميع المواد الغذائية الأساسية عامي 1986/87. وكان هذا عاملاً رئيسياً في تنامي السخط على تشاوتشيسكو، وساهم جزئياً في سقوط النظام الشيوعي عام 1989.
في فترة ما بعد الشيوعية، طرأ تحوّل على المواد المستخدمة في صنع الأوراق النقدية والعملات المعدنية. فقد تحولت الأوراق النقدية من ورق خاص إلى بلاستيك خاص، بينما تحولت العملات المعدنية من الألومنيوم إلى سبائك عملات أكثر شيوعًا (ربما يعود ذلك جزئيًا إلى القيود التقنية لآلات البيع التي تعمل بالعملات المعدنية). كان التحول تدريجيًا لكليهما، ولكنه أسرع بكثير بالنسبة للأوراق النقدية المصنوعة حاليًا بالكامل من البلاستيك. كانت هناك فترة صُنعت فيها جميع الأوراق النقدية من البلاستيك وجميع العملات المعدنية من الألومنيوم، وهو مزيج فريد للغاية.
بعد سقوط الشيوعية في تسعينيات القرن العشرين، ارتفع معدل التضخم بسبب فشل الإصلاحات، وتقنين امتلاك العملات الأجنبية في عام 1990، ليصل إلى معدلات تصل إلى 300% سنويًا في عام 1993. وبحلول سبتمبر/أيلول 2003، كان اليورو الواحد يتبادل بأكثر من 40 ألف يورو. اللي، وهذه هي قيمته القصوى. بعد عدد من السياسات النقدية الناجحة في أواخر التسعينيات وأوائل الألفية الثانية، أصبح الوضع أكثر استقرارًا تدريجيًا، مع تضخم أحادي الرقم في عام 2005.
كان الليو الروماني لفترة وجيزة أقل وحدة عملة قيمة في العالم، من يناير (عندما فقدت الليرة التركية ستة أصفار) إلى يوليو 2005. ومع ذلك، لم تكن ورقة نقدية بقيمة 1,000,000 ليو هي أعلى فئة نقدية رومانية على الإطلاق؛ فقد إصدرت ورقة نقدية بقيمة 5,000,000 ليو في عام 1947.

### الليو الرابع (2005 حتى الآن)
في 1 يوليو 2005، أُعيد تقييم الليو بمعدل 10,000 ليو "قديم" (ROL) مقابل ليو "جديد" واحد (RON)، مما أعاد القوة الشرائية لليو، من الناحية النفسية، إلى مستوى العملات الغربية الرئيسية الأخرى. اختير مصطلح "denominare" لهذا الإجراء كان التعديل صعبًا على المتسوقين، حيث كانت العديد من أجهزة الصراف الآلي معطلة وتحتاج إلى إعادة برمجة. ظلت أوراق الليو القديمة متداولة حتى 31 ديسمبر 2006 (استمرت العملات المعدنية متداولة حتى 31 ديسمبر 2005 فقط)، ولكن تحولت جميع الحسابات بدءًا من 1 يوليو 2005. لا يوجد حد زمني للتحويل بين العملات. اضطر تجار التجزئة إلى عرض الأسعار بالعملتين القديمة والجديدة من 1 مارس 2005 حتى 30 يونيو 2006. بلغ ارتفاع قيمة الليو خلال عام 2005 حوالي 20% مقابل سلة من العملات الرئيسية.
اعتبارًا من عام 2006، كانت إعادة التقييم مصدرًا محتملًا للالتباس، وخاصةً للزوار، نظرًا لشيوع استخدام قيم العملات القديمة والجديدة. عند كتابة هذه القيم، عادةً ما تكون المبالغ الكبيرة بالعملة القديمة واضحة، ولكن عند التحدث بها، قد يشير السكان إلى مبلغ ٥. جديد ليو ببساطة "خمسين" في إشارة إلى قيمتها البالغة 50000 قديم لي. اعتبارًا من عام 2020، لا يزال من الشائع الاتصال بالرقم 100 لي "مليون" أو مليون و500 ليو "cinci milioane" أو خمسة ملايين.

### تكهنات حول الانضمام إلى منطقة اليورو
في عام 2014، حدد تقرير التقارب الروماني تاريخًا مستهدفًا في 1 يناير 2019 لاعتماد اليورو. في أبريل 2014، استوفت رومانيا أربعة من المعايير السبعة للانضمام إلى منطقة اليورو. ومع ذلك، في السنوات الأخيرة، تراجعت رومانيا فيما يتعلق باعتماد اليورو؛ وخلص تقرير التقارب لعام 2020 إلى أن رومانيا لا تستوفي أيًا من المعايير الاقتصادية الأربعة اللازمة لهذه العملية. في فبراير 2021، صرح رئيس الوزراء آنذاك فلورين كيتسو أن رومانيا يمكن أن تنضم إلى منطقة اليورو في عام 2027 أو 2028، على الرغم من أن الخبير الاقتصادي الروماني Florin Georgescu أعلن في ديسمبر 2021 أن هذا التاريخ قد تأجل إلى عام 2029.

## العملات المعدنية
لقد تغير حجم وتكوين العملات المعدنية بشكل متكرر بعد إدخال العملة.

### الليو الأول

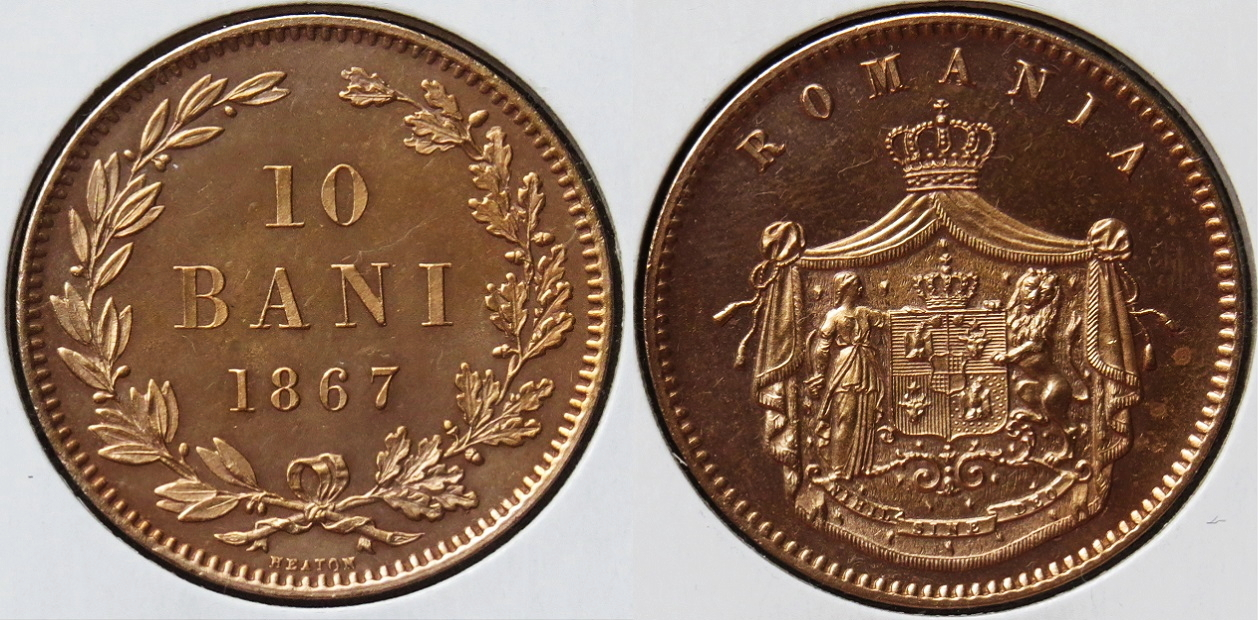
10 عملة نحاسية من باني عام 1867 (30 مم، 10 جرام)

في عام 1867، إصدرت عملات نحاسية من فئة 1 و2 و5 و10 باني، و20 باني من الذهب. اللي (المعروف باسم بولي نسبةً إلى نابليون الفرنسي) سُك لأول مرة في العام التالي. وتبعتها، بين عامي 1870 و1873، عملات فضية من فئة 50 باني، و1 و2 لي. الفضة 5 إضيفت في عام 1880. وبشكل فريد، استخدم إصدار عام 1867 التهجئة 1 بانو بدلا من 1 حظر.
في عام 1900، طُرحت عملات نيكل النحاس من فئة 5 و10 و20 بان، تلتها نسخ مثقوبة عام 1905. توقف إنتاج العملات عام 1914، ليُستأنف عام 1921 بقطع من الألومنيوم من فئة 25 و50 بان. عملات نيكل النحاس 1 و2 لي قدمت في عام 1924، تلتها عملات النيكل والنحاس 5 و10 و20 لي في عام 1930. في عام 1932، الفضة 100 لي إصدرت. ومع ذلك، أدى التضخم إلى إصدار عملات فضية أصغر حجمًا بقيمة 250 لي قدمت مع عملات النيكل 100 لي التي إصدرت في عام 1936، تلاها عملات النيكل بقيمة 50 ليو في عام 1937.
في عامي 1941 و1942، إنتج الزنك 2 و5 و20 من عملات الليو، إلى جانب عملات الفضة 200 و500 ليو. فولاذ مطلي بالنيكل 100 تبع ذلك في عام 1943، مع النحاس 200، و500  إصدر الليو في عام 1945. وفي عامي 1946 و1947، أدى التضخم الذي أعقب الحرب إلى انخفاض سعر الصرف بشكل أكبر، و إصدرت عملة جديدة تتكون من 500 من الألومنيوم ليو، نحاس 2000، و10000 الليو، والفضة 25000، و100000 ليو.

### ليو الثاني
إصدرت العملات المعدنية في عام 1947 بعد إعادة التقييم في فئات 50 باني و1 و2 و5 ليو وصورت صورة الملك مايكل الأول. كانت سلسلة العملات هذه قصيرة، سبقها تنازل الملك عن العرش بعد أقل من عام، ثم استُبدلت بعد تأسيس الإدارة الشيوعية في رومانيا عام 1948، وأُعيد إصدارها تدريجيًا بفئات 1 و2 و5 و20. صُنعت الليّو من سبائك النيكل والنحاس، ثم من الألومنيوم. أُوقفت جميع عملات الليّو الثانية وخُفِّضت قيمتها في أواخر عام 1952.

### ليو الثالث
صدرت العملات المعدنية لأول مرة عام 1952 بفئات 1, 3, 5, 10, 25، و50 باني، حيث طُبعت عملات برونزية من الألومنيوم لفئات 1، 3، و5 باني، و10، 25، و50 باني من النحاس. وحملت هذه العملات شعار الدولة واسم "الجمهورية الشعبية الرومانية".
في عام 1960، إصدرت سلسلة جديدة من العملات المعدنية بفئات 5 و15 و25 باني و1 و3 باني. صُنعت الإكليل من الفولاذ المطلي بالنيكل. ابتداءً من عام 1966، غُيّر اسم جميع العملات المعدنية إلى "جمهورية رومانيا الاشتراكية" بعد صعود نيكولاي تشاوتشيسكو ، مع أن جميع العملات المعدنية من هذه الفئات التي صدرت قبل عام 1966 ظلت صالحة. في عام 1975، غُيّر تكوين عملات البان من فئة 5 و15 إلى الألومنيوم، وعُدّلت العملات المعدنية من فئة 25 إلى... حذت باني حذوها عام 1982. وفي عام 1978، طُرحت عملة ألومنيوم من فئة 5 ليو. وظلت هذه الفئات مستخدمة حتى عام 1991، وخاصةً فئة 5 ليو، بعد رفع قيود أسعار الصرف وضوابط الأسعار المفروضة من قِبل الدولة.
في عام 1991، إصدرت سلسلة عملات معدنية جديدة تحمل أيقونات ما بعد الشيوعية وتقييمات جديدة في فئات 1 و5 و10 و20 و50 و100 فقدت هذه العملات قيمتها تدريجيًا مع التضخم، و طرحت سلسلة جديدة في عام 1998 باستخدام سبيكة ألومنيوم ومغنيسيوم 500 ليو و 1000 و 5000 عملات ليو في عام 2000.

### ليو الرابع
العملات المعدنية المتداولة حاليًا هي عملة بان واحدة ‏ مصنوعة من الفولاذ المطلي بالنحاس؛ وخمس عملات باني ‏ مصنوعة من الفولاذ المطلي بالنحاس؛ وعشر عملات باني ‏ مصنوعة من الفولاذ المطلي بالنيكل؛ وخمسون عملة باني مصنوعة من النحاس والنيكل. طُرحت هذه العملات للتداول لأول مرة عام 2005 مع إعادة التقييم الرابعة، وجميعها صالحة حاليًا. هناك اثنا عشر عملة تذكارية متداولة من فئة 50 باني، صدرت في أعوام 2010, 2011, 2012, 2014, 2015, 2016, 2017, 2018، و2019.
إن عملات الليو الروماني تتميز، وفقاً لأي معيار موضوعي، بتصميم وظيفي بسيط، وتتفوق في افتقارها إلى الزخارف حتى على العملات المعدنية البسيطة التي تعود إلى العصر الشيوعي.
نادرًا ما شوهدت عملة الحظر الواحدة ولم تكن مطلوبة من قبل البنوك أو العديد من تجار التجزئة؛ لقد تغير "الوضع" ولم تعد العملة نادرة الوجود (اعتبارًا من عام 2015). تستمر محلات السوبر ماركت في الإعلان عن أسعار مثل 9.99 (ليو) بشكل معتاد، وكثيرًا ما تحدد أسعار السلع بالحظر الدقيق مثل 9،47؛ في الواقع، اعتبارًا من عام 2014، عدد قليل جدًا من الأسعار المعروضة على موقع كارفور عبر الإنترنت (على سبيل المثال) تعرض الأسعار لأقرب 5 أو 10 باني. في الممارسة العملية، يقوم العديد من تجار التجزئة بتقريب الإجماليات إلى أقرب 5 أو 10 باني للمدفوعات النقدية، أو حتى الليو الكامل، على الرغم من أن سلاسل محلات السوبر ماركت (الدولية) تقدم عمومًا الباقي الدقيق. بالنسبة لمدفوعات البطاقات، دائمًا يتحصل على المبلغ الدقيق (غير التقريب). ربما يكون العودة إلى تسعير الحظر الفردي (وإعطاء الباقي) بسبب حملة الحكومة (الفعالة) للمتاجر/الشركات لإعطاء إيصال، وهو سند مالي دقيق (لتجنب التهرب الضريبي) لكل معاملة. يجب عرض الإشعارات الرسمية بشكل بارز في جميع المحلات التجارية/المطاعم بوجوب إعطاء إيصال دقيق.

## الأوراق النقدية

### أول ليو
| ليو جزئي 1917                           | ليو جزئي 1917                           | ليو جزئي 1917                           |
| 10 باني                                 | 25 باني                                 | 50 باني                                 |
| --------------------------------------- | --------------------------------------- | --------------------------------------- |
| ROM-69-Emergency WWI-10 Bani (1917).jpg | ROM-70-Emergency WWI-25 Bani (1917).jpg | ROM-71-Emergency WWI-50 Bani (1917).jpg |

في عام 1877، قدمت الأوراق النقدية الحكومية بفئات 5 و10 و20 و50 و100 و500 في عام 1880، ختمت هذه الأوراق النقدية لإصدارها من قبل البنك الوطني الروماني، الذي بدأ في إصدار أوراق نقدية منتظمة في عام 1881 بفئات 20 و100 و1000. لي.
في عام 1914، أعيد طرح أوراق نقدية من فئة خمسة ليو، تلاها أوراق نقدية من فئة ليو واحد واثنين ليو في عام 1915 و500 ليو في عام 1916. وأصدرت وزارة المالية أوراقًا نقدية صغيرة الحجم للغاية بقيمة 10 و25 و50 باني في عام 1917. قدمت أوراق فئة 5000 ليو في عام 1940، وتبعتها أوراق بقيمة 10000 و100000 لي في عام 1945 و 1،000،000 و 5،000،000 لي في عام 1947. في عام 1945، أصدرت وزارة المالية 20 و100 أوراق نقدية من الليو لتحل محل أوراق البنك الوطني.

### ليو الثاني
في عام 1947، قدمت وزارة المالية 20 أوراق الليو وBanca Naşională a României قدمت 100 و500 و1000 ملاحظات ليو. في عام 1949، Banca Republicii Populare Române تولى إنتاج النقود الورقية وأصدر 500 و 1000 ملاحظات لي.

### ليو الثالث
في عام 1952، قدمت وزارة المالية أوراقًا نقدية بقيمة 1 و3 و5 ليو، و Banca Republicii Populare Române طرح أوراق نقدية بقيمة 10 و25 و100 ليو. في عام 1966، تولى البنك الوطني الاشتراكي الروماني إنتاج جميع العملات الورقية، وأصدر الأوراق النقدية بأرقام 1 و3 و5 و10 و25 و50 و100. لي.
في عام 1991، قدمت أوراق 500 و 1000 ليو، تلتها أوراق 200 و5000 أوراق نقدية من فئة ليو في عام 1992، 10000 لي في عام 1994، 50000 لي في عام 1996، 100000 لي في عام 1998، 500000 لي في عام 2000 و 1،000،000 لي في عام 2003. وكان هناك أيضًا احتفال تذكاري في عام 2000 ورقة نقدية من فئة ليو ‏ إصدرت في عام 1999 احتفالاً بالكسوف الكلي للشمس الذي حدث في 11 أغسطس 1999. الإصدارات الأخيرة من فئات 2000 و10000 و50000 و100000 و500000 و1000000 كانت الليو عبارة عن أوراق نقدية من البوليمر.
كانت الأوراق النقدية المتداولة عند إعادة التقييم هي:
- 10,000 لي (أصبح 1 ليو)
- 50,000 لي (أصبح RON 5 )
- 100,000 لي (أصبح RON 10 )
- 500,000 لي (أصبح RON 50 )
- مليون لي (أصبح RON 100 )

### السلسلة الرابعة
في عام 2005، قدمت الأوراق النقدية البوليمرية لفئات 1 ليو، و5، و10، و50، و100، و RON 500 . RON 200 إضيفت ورقة نقدية في عام 2006. تصميمات 1 ليو، 5، 10، 50، و RON 100تستند الأوراق النقدية من فئة RON 10 إلى الأوراق النقدية السابقة من فئات 10,000، و50,000، و100,000، و500,000، و1,000,000 ليو التي حلت محلها. إعيد تصميم الورقة النقدية فئة في نوفمبر 2008 (معظم العناصر الرسومية متطابقة، و تغيرت بعض عناصر الأمان، مما يجعل ميزات الأمان الخاصة بها مماثلة للأوراق النقدية ذات القيمة الأقل لفئة 1 دولار). ليو RON 5 ). أعلى عملة قيمة (في التداول العام) هي 50 باني (حوالي 15 سنتًا أمريكيًا أو 9 بنسات جنيه إسترليني)؛ 1 وبالتالي، فإن قيمة ورقة الليو النقدية (لا يوجد عملة معدنية) تبلغ (تقريباً) 25 سنتًا أمريكيًا أو 18 بنسًا جنيهًا إسترلينيًا، أو حوالي 23 سنتًا يورو.
استعدادًا لانضمام رومانيا إلى منطقة اليورو، أصبحت الأوراق النقدية من فئة الليو الرابع بحجم مماثل للأوراق النقدية من فئة اليورو.
RON 20 الورقة النقدية قدمت من قبل البنك الوطني الروماني في نوفمبر 2021.

## أسعار الصرف

سعر صرف اليورو الواحد إلى اللي الروماني (منذ عام 1999)

### قائمة الأوراق النقدية الحالية
| القيمة  | الصورة     | الصورة |
| القيمة  | وجه العملة | العكس  |
| ------- | ---------- | ------ |
| 1 leu   |            |        |
| 5 lei   |            |        |
| 10 lei  |            |        |
| 20 lei  |            |        |
| 50 lei  |            |        |
| 100 lei |            |        |
| 200 lei |            |        |
| 500 lei |            |        |

## سعر الصرف RON الحالي
| من Yahoo! Finance: | AUD CAD CHF EUR GBP HKD JPY USD TRY |
| من XE.com:         | AUD CAD CHF EUR GBP HKD JPY USD TRY |
| من Investing.com:  | AUD CAD CHF EUR GBP HKD JPY USD TRY |
| منOANDA.com:       | AUD CAD CHF EUR GBP HKD JPY USD TRY |

## روابط خارجية
- صور العطاء القانوني الحالي
- موقع يحتوي على عملات رومانية تاريخية وحالية
- الأوراق النقدية الرومانية (بالإنجليزية والألمانية)
- الأوراق النقدية للجمهورية الاشتراكية الرومانية (بالإنجليزية والألمانية)
- الأوراق النقدية في رومانيا - شبه مكتملة